# Grommelot
Le grommelot (ou gromelot) est un style de langage utilisé dans le théâtre satirique, un charabia composé de langage macaronique et d'éléments onomatopéiques, utilisé en lien avec le mime et l'imitation. L'usage satirique d'un tel style semble dater de la commedia dell'arte du XVIe siècle ; le groupe de termes apparentés semble quant à lui appartenir au XXe siècle.

## Histoire

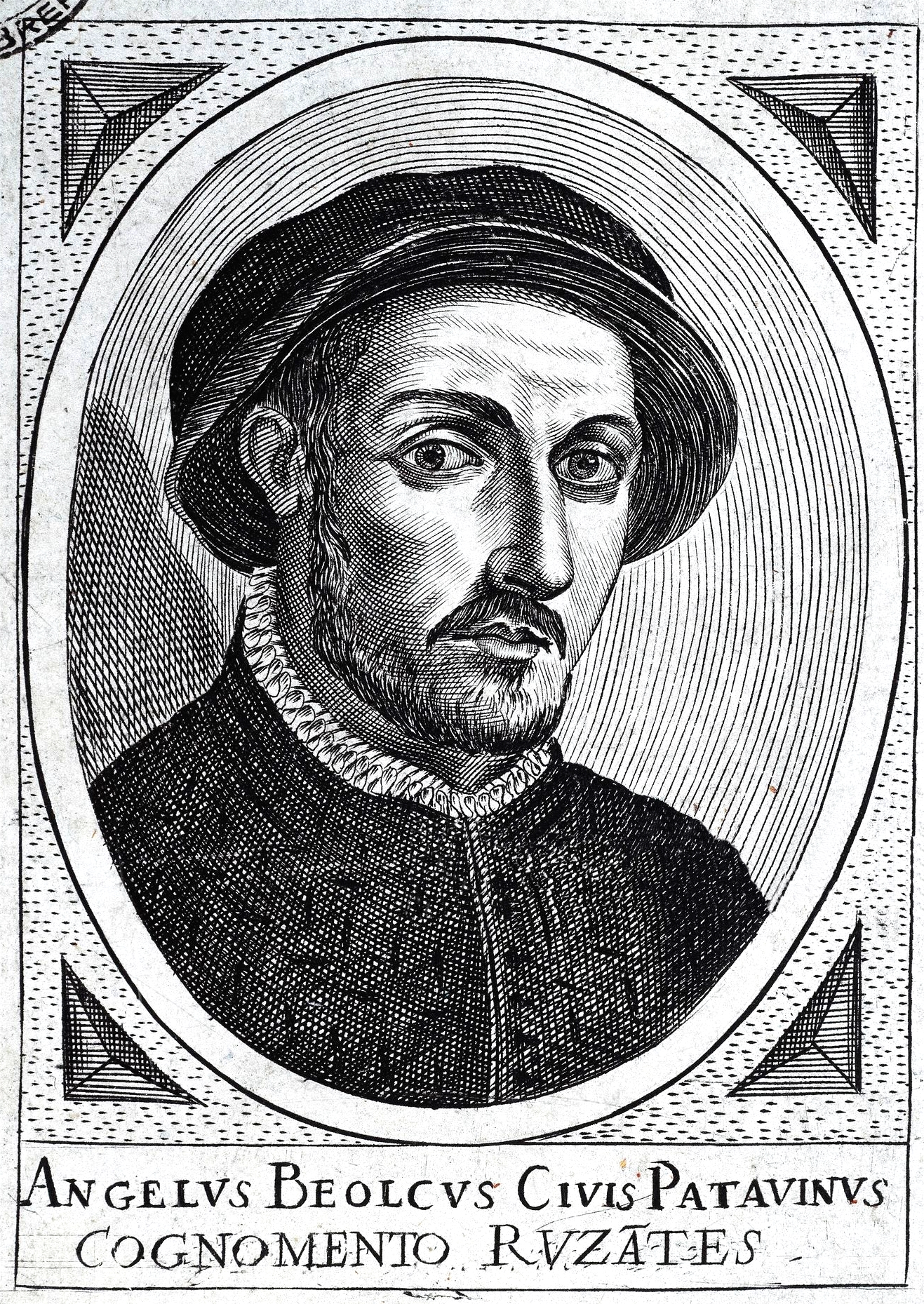
Le dramaturge Ruzzante.

Dans un article intitulé « L'Art du grommelot », l'universitaire français Claude Duneton suggère que le mot, et non la technique – dans sa forme française « grommelot » –, trouve ses origines dans le théâtre français dérivé de la commedia dell'arte dans la première moitié du XXe siècle. Duneton travailla brièvement avec Léon Chancerel (1886-1965), qui fut une figure majeure de ce genre de théâtre. Chancerel utilise le mot dans son livre Le Théâtre et la jeunesse (Paris, Bourrellier, 1946-1947). D'autres, tels que le spécialiste du théâtre John Rudlin, dans Commedia dell'arte : An Actor's Handbook (Londres, Routledge), suggèrent eux aussi cette origine.
Alors que son origine historique est incertaine, le terme a notamment été popularisé par le dramaturge italien Dario Fo, lauréat du Prix Nobel. Son spectacle de 1969, Mistero Buffo, était une représentation satirique itinérante incluant des sketches fondés sur des sources médiévales, racontés dans les propres grommelots de Dario Fo construits à partir de dialectes archaïques de la vallée du Pô et de phonèmes de langages modernes (il a inventé des grommelots italiens, français et américains). Dans son discours de réception du prix Nobel, Dario Fo fait référence à l'invention, par le dramaturge italien du XVIe siècle Ruzzante, d'un langage similaire fondé sur des dialectes italiens, le latin, l'espagnol, l'allemand, et des sons onomatopéiques.
L'acteur et écrivain italien Gianni Ferrario (né à Milan) est un autre représentant contemporain important du grommelot. Des comiques traditionnels ont également utilisé un langage ressemblant au grommelot, comme Stanley Unwin. Le Cirque du Soleil utilise dans ses numéros des formes similaires de ce langage, que les journalistes qualifient souvent de « cirquish », tandis que l'équipe de la compagnie canadienne utilise le mot « grommelot ».

## Le grommelot au cinéma

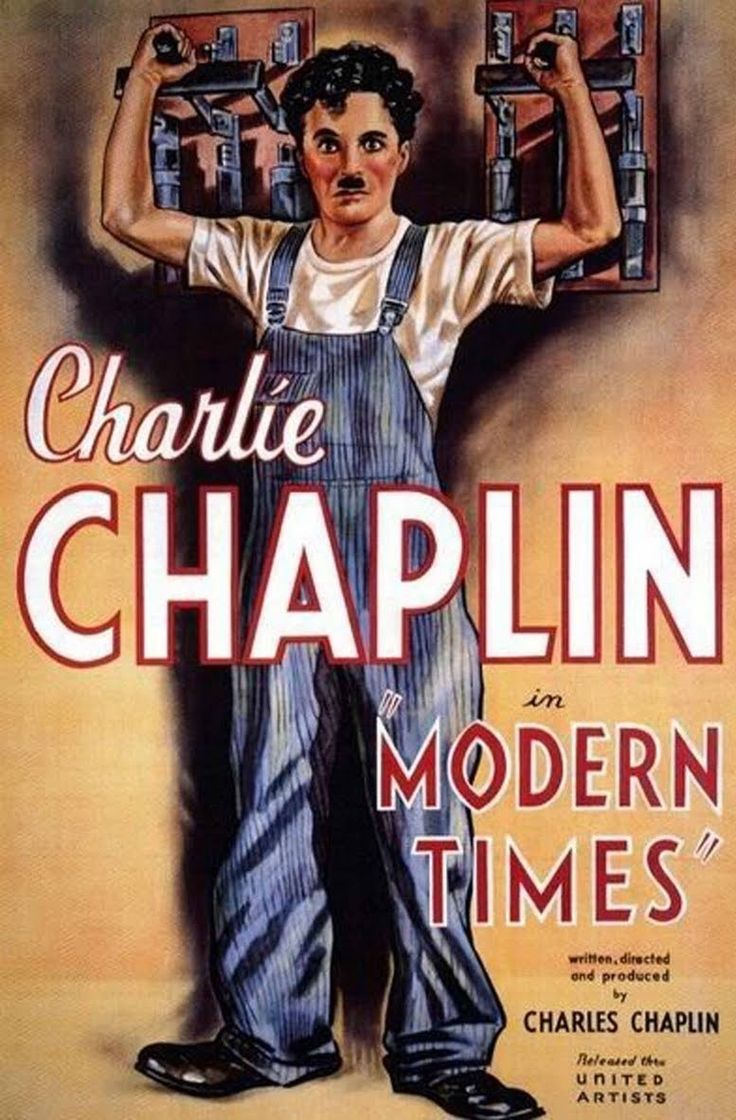
Affiche anglophone du film « Les Temps modernes ».

### Les Temps modernes(1936)
Les Temps modernes est le premier film où la voix de Charlie Chaplin se fait entendre,. Son personnage de Charlot y interprète, en grommelot, la chanson de Léo Daniderff Je cherche après Titine. La version de Chaplin est aussi connue, aux États-Unis, sous le nom « The Nonsense Song ». 
Effectivement, dans la plus pure tradition comique du grommelot, les paroles de cette chanson n'ont aucun sens, mais elles sont (dans le film) un mélange de mots français et italiens.

### Themroc(1973)
Le film Themroc de Claude Faraldo ne comprend aucun dialogue intelligible mais une suite de cris, de grognements et de phrases incompréhensibles. Dans son livre sur le son et l'image dans le cinéma, le critique cinématographique français Michel Chion considère que les acteurs du film s'expriment en grommelot, qui se présente ici sous la forme d'un charabia essentiellement composé d'onomatopées.

### Les Minions (2010 - )
Apparus pour la première fois en 2010 dans Moi, moche et méchant, les Minions, petites créatures jaunes servant leur maître Gru, parlent un grommelot constitué d'un mélange de français, d'anglais et d'espagnol.

## Le grommelot dans le jeu vidéo
Compte tenu des limitations de stockage des disquettes et cartouches contenant les jeux vidéo à la fin des années 1980 et au début des années 1990, le recours au grommelot était une solution peu coûteuse en ressource pour donner une voix aux personnages. Ainsi, dans la série des Gobliiins de Coktel Vision, tous les personnages s'expriment dans une langue inintelligible. Nintendo a également utilisé ce procédé dans Star Fox et ses suites afin de donner une voix aux personnages principaux. La série des Sims a également utilisé une forme de grommelot, le simlish, initialement pour des raisons de coûts liés à la traduction du jeu dans différentes langues.